# لويز أوتافيو
لويز أوتافيو (بالبرتغالية: Luiz Otávio) هو لاعب كرة قدم برازيلي في مركز الدفاع، ولد في 9 أكتوبر 1992 في جابيري في البرازيل. لعب مع نادي فلومينينسي.

## وصلات خارجية
- لويز أوتافيو على موقع قاعدة بيانات كرة القدم.إي يو (الإنجليزية)
- لويز أوتافيو على موقع Soccerway.com (الإنجليزية)